# Halowe Mistrzostwa Świata w Lekkoatletyce 1995 – skok w dal mężczyzn
Skok w dal mężczyzn – jedna z konkurencji rozgrywanych podczas halowych mistrzostw świata w lekkoatletyce w 1995. Eliminacje miały miejsce 10 marca, finał zaś odbył się 11 marca.
Udział w tej konkurencji wzięło 33 zawodników z 28 państw. Zawody wygrał reprezentant Kuby, Iván Pedroso. Drugą pozycję zajął zawodnik ze Szwecji, Mattias Sunneborn, trzecią zaś reprezentujący Stany Zjednoczone Erick Walder.

## Wyniki

### Eliminacje
Grupa A
| Miejsce | Zawodnik                 | Państwo             | Podejście | Podejście | Podejście | Wynik końcowy | Uwagi |
| Miejsce | Zawodnik                 | Państwo             | #1        | #2        | #3        | Wynik końcowy | Uwagi |
| ------- | ------------------------ | ------------------- | --------- | --------- | --------- | ------------- | ----- |
| 1.      | Spiridon Wasdekis        | Grecja              | X         | 7,84      | X         | 7,84          |       |
| 2.      | Galin Georgiew           | Bułgaria            | 7,71      | 7,72      | 7,79      | 7,79          |       |
| 3.      | Frans Maas               | Holandia            | X         | 7,70      | 7,65      | 7,70          |       |
| 4.      | Fred Salle               | Wielka Brytania     | 7,69      | 7,47      | X         | 7,69          |       |
| 5.      | Konstantin Krause        | Niemcy              | 7,69      | X         | X         | 7,69          |       |
| 6.      | Gregor Cankar            | Słowenia            | X         | 7,31      | 7,65      | 7,65          |       |
| 7.      | Władimir Malawin         | Turkmenistan        | X         | 7,51      | 7,63      | 7,63          |       |
| 8.      | Ahmed Al- Moamari Bashir | Oman                | 6,94      | 7,51      | 7,29      | 7,51          |       |
| 9.      | Chao Chih-kuo            | Chińskie Tajpej     | 7,46      | X         | 7,34      | 7,46          |       |
| 10.     | Wiktor Popko             | Ukraina             | 6,93      | 7,16      | 7,38      | 7,38          |       |
| 11.     | Róbert Michalík          | Czechy              | 7,02      | 6,96      | 7,36      | 7,36          |       |
| 12.     | Szirak Po'gho'sjan       | Armenia             | 7,28      | 7,19      | 7,34      | 7,34          |       |
| 13.     | Jón Arnar Magnússon      | Islandia            | 7,32      | X         | X         | 7,32          |       |
| 14.     | Lamin Drammeh            | Gambia              | 6,38      | 6,43      | 6,28      | 6,43          |       |
| 15.     | Biliaminou Alao          | Benin               | 6,32      | X         | X         | 6,32          |       |
| –       | Andreja Marinković       | Jugosławia          | X         | X         | X         | NM            |       |
| –       | Ellsworth Manuel         | Antyle Holenderskie | X         | X         | X         | NM            |       |

Grupa B
| Miejsce | Zawodnik                | Państwo           | Podejście | Podejście | Podejście | Wynik końcowy | Uwagi |
| Miejsce | Zawodnik                | Państwo           | #1        | #2        | #3        | Wynik końcowy | Uwagi |
| ------- | ----------------------- | ----------------- | --------- | --------- | --------- | ------------- | ----- |
| 1.      | Iván Pedroso            | Kuba              | 8,12      |           |           | 8,12          |       |
| 2.      | Erick Walder            | Stany Zjednoczone | 8,03      |           |           | 8,03          |       |
| 3.      | Mattias Sunneborn       | Szwecja           | 7,64      | 7,91      |           | 7,91          |       |
| 4.      | Milan Gombala           | Czechy            | 7,90      |           |           | 7,90          |       |
| 5.      | Bogdan Tudor            | Rumunia           | 7,61      | 7,89      |           | 7,89          |       |
| 6.      | Cheikh Touré            | Senegal           | 7,60      | 7,86      |           | 7,86          |       |
| 7.      | Robert Emmijan          | Armenia           | 7,69      | 7,77      | 7,84      | 7,84          |       |
| 8.      | Erik Nijs               | Belgia            | 7,75      | 7,74      | 7,84      | 7,84          |       |
| 9.      | Joe Greene              | Stany Zjednoczone | 7,84      | 7,67      |           | 7,84          |       |
| 10.     | Huang Geng              | Chiny             | 7,71      | 7,75      | 7,82      | 7,82          |       |
| 11.     | Konstantin Sarnatskiy   | Uzbekistan        | 7,56      | 7,79      | 6,05      | 7,79          |       |
| 12.     | Konstantinos Koukodimos | Grecja            | 7,75      | X         | X         | 7,75          |       |
| 13.     | Jewgienij Trietjak      | Rosja             | 7,69      | 7,55      | 7,34      | 7,69          |       |
| 14.     | Iwajło Mładenow         | Bułgaria          | 7,62      | 7,37      | 7,45      | 7,62          |       |
| 15.     | Ángel Hernández         | Hiszpania         | X         | 7,60      | X         | 7,60          |       |
| –       | Jurij Naumkin           | Rosja             | X         | X         | X         | NM            |       |

### Finał
| Miejsce | Zawodnik              | Państwo           | Podejście | Podejście | Podejście | Podejście | Podejście | Podejście | Wynik końcowy | Uwagi |
| Miejsce | Zawodnik              | Państwo           | #1        | #2        | #3        | #4        | #5        | #6        | Wynik końcowy | Uwagi |
| ------- | --------------------- | ----------------- | --------- | --------- | --------- | --------- | --------- | --------- | ------------- | ----- |
| 01 !    | Iván Pedroso          | Kuba              | 7,97      | 8,00      | 8,51      | X         | X         | 8,15      | 8,51          | CR    |
| 02 !    | Mattias Sunneborn     | Szwecja           | 8,00      | X         | 8,06      | X         | 8,20      | 8,15      | 8,20          |       |
| 03 !    | Erick Walder          | Stany Zjednoczone | 7,95      | 8,05      | 7,95      | 8,02      | 8,00      | 8,14      | 8,14          |       |
| 4.      | Joe Greene            | Stany Zjednoczone | 7,96      | X         | 8,00      | 8,06      | X         | 8,12      | 8,12          |       |
| 5.      | Bogdan Tudor          | Rumunia           | 7,61      | 8,01      | 8,00      | 8,08      | 7,99      | 8,11      | 8,11          |       |
| 6.      | Milan Gombala         | Czechy            | X         | 7,70      | 7,88      | 7,95      | X         | X         | 7,95          |       |
| 7.      | Erik Nijs             | Belgia            | 7,88      | 7,80      | 7,70      | 7,72      | 7,57      | X         | 7,88          |       |
| 8.      | Huang Geng            | Chiny             | 7,83      | 7,59      | X         | 7,80      | 7,77      | 7,78      | 7,83          |       |
| 9.      | Galin Georgiew        | Bułgaria          | 7,62      | 7,81      | X         | NQ        | NQ        | NQ        | 7,81          |       |
| 10.     | Robert Emmijan        | Armenia           | 7,67      | 7,74      | X         | NQ        | NQ        | NQ        | 7,74          |       |
| 11.     | Konstantin Sarnatskiy | Uzbekistan        | 7,42      | 7,67      | X         | NQ        | NQ        | NQ        | 7,67          |       |
| –       | Spiridon Wasdekis     | Grecja            | X         | X         | X         | NQ        | NQ        | NQ        | NM            |       |
| –       | Cheikh Touré          | Senegal           | X         | X         | X         | NQ        | NQ        | NQ        | NM            |       |